# Telescopus semiannulatus
Telescopus semiannulatus là một loài rắn trong họ Rắn nước. Loài này được Smith mô tả khoa học đầu tiên năm 1849.